# Kaiserthermen
Carske kupke ili Kaiserthermen u njemačkom gradu Trieru su rimske terme izgrađene početkom 4. stoljeća, za vladavine Konstantina Velikog. Nalaze se u blizini Muzeja rajnske oblasti (Rheinisches Landes Museum). 
Bile su treće terme po veličini u Rimskom Carstvu, a ostaci zidova i temelja danas pokazuju originalni dizajn. Apsidijalni zidovi caldariuma (soba s bazenom tople vode), izgrađeni naizmjeničnim redovima bijelog kamena i crvene opeke, su najbolje sačuvani. Tu su i tepidarium (topla vrela s kupolom visine od 16,45 m koja nije sačuvana), prostrani frigidarium (hladna kupka) i velika arena (otvoreni prostor za tjelovježbu), a važan dio kupališta bio je i hipokaust (hypocaustum), sustav grijanja gdje se zrak grijao pećima i provodio kroz pločice zidova i podova.
Kako nikada nisu dovršene, koristile su se kao vojni garnizon carske garde i svojevrsna utvrda. U srednjem vijeku služile su kao kamenolom za gradnju drugih građevina, a koncem 13. st. vanjski zidovi su iskorišteni za gradnju crkve sv. Gervase i samostana sv. Agneze. Tijekom sekularizacije u 18. st., obje građevine su srušene da bi u 19. st. započela arheološka iskapanja i obnova kupki koje su otvorene za javnost 1984. god., na 2000 obljetnicu grada Triera. Godine 1986., Carske kupke su, uz druge rimske spomenike sačuvane u Trieru (Porta Nigra, Amfiteatar u Trieru, Konstantinova bazilika u Trieru, Barbarathermen, Rimski most u Trieru, Igelerski stup), Katedralu i Gospinu crkve u Trieru, dospjele na UNESCO-ov popis mjesta svjetske baštine u Europi.

## Vanjske poveznice
- 360º-Panorama palače Kaiserthermen  Arhivirana inačica izvorne stranice od 20. svibnja 2009. (Wayback Machine)